# John Tiffany
John Tiffany (27 giugno 1971) è un regista teatrale britannico.

## Carriera
Cresciuto a Marsden, vicino Huddersfield, da madre infermiera e padre ingegnere. Inizialmente studiò biologia all'Università di Glasgow ma poi cambiò e iniziò a studiare teatro. Divenne direttore letterario presso il teatro di Edimburgo dal 1997 al 2001. Ha ottenuto un primo successo sulle scene britanniche con il dramma Black Watch nel 2008, per cui ha vinto il Premio Laurence Olivier alla miglior regia. Ha debuttato a Broadway in veste di regista con Once nel 2012, per cui ha vinto il Tony Award alla miglior regia di un musical. Due anni dopo ha diretto un acclamato revival de Lo zoo di vetro con Cherry Jones e Zachary Quinto, per cui Tiffanny ha ottenuto una seconda candidatura al Tony Award. Il successo di Tiffany si è consolidato nel 2017 quando ha diretto la prima produzione di Harry Potter e la maledizione dell'erede, per cui ha vinto il suo secondo Premio Laurence Olivier Award; l'anno successivo Tiffany ha riproposto l'opera a Broadway, vincendo così il Tony Award alla miglior regia di un'opera teatrale.
È dichiaratamente omosessuale.

## Teatro (parziale)
- Le baccanti di Euripide. King's Theatre di Edimburgo, Theatre Royal di Glasgow, Lyric Hammersmith di Londra (2007)
- Black Watch di Gregory Burke. Barbican Centre di Londra, St. Ann's Warehouse di New York, tour australiano e neozelandese (2008)
- La casa di Bernarda Alba di Federico García Lorca. King's Theatre di Edimburgo, Citizens' Theatre di Glasgow, Dundee Rep Theatre di Dundee (2009)
- Macbeth di William Shakespeare. Ethel Barrymore Theatre di Broadway (2013)
- Once, libretto di Enda Walsh, colonna sonora di Glen Hansard e Markéta Irglová. Bernard B. Jacobs Theatre di Broadway (2012), Phoenix Theatre di Londra (2013)
- Lo zoo di vetro di Tennessee Williams. Booth Theatre di Broadway (2013), Duke of York's Theatre di Londra (2017)
- Harry Potter e la maledizione dell'erede di Jack Thorne. Palace Theatre di Londra (2016), Lyric Theatre di Broadway (2018)